# Сен-Савиньен
Сен-Савинье́н (фр. Saint-Savinien) — коммуна во Франции, находится в регионе Пуату — Шаранта. Департамент коммуны — Приморская Шаранта. Входит в состав кантона Сен-Савиньен. Округ коммуны — Сен-Жан-д’Анжели.
Код INSEE коммуны — 17397.

## Население
Население коммуны на 2010 год составляло 2432 человека.
| 1962 | 1968 | 1975 | 1982 | 1990 | 1999 | 2010 |
| ---- | ---- | ---- | ---- | ---- | ---- | ---- |
| 2351 | 2377 | 2342 | 2336 | 2340 | 2362 | 2432 |